# Thera guriata
Thera guriata là một loài bướm đêm trong họ Geometridae.